# Понтремоли
Понтремоли (на италиански: Pontremoli, на местен диалект Pontrèmal, Понтрѐмъл) е община в Италия, в региона Тоскана, провинция Маса и Карара, в планинния район, наречен Луниджана. Населението е около 8000 души (2007). Това е по-северната община на региона Тоскана.